# فرودگاه شک کنگ
فرودگاه شک کنگ (به انگلیسی: Shek Kong Airfield) یک فرودگاه نظامی و غیرنظامی است که یک باند فرود سنگفرش دارد و طول باند آن ۱۹۰۵ متر است. این فرودگاه در کشور هنگ‌کنگ قرار دارد و در ارتفاع ۱۵ متری از سطح دریا واقع شده است.